# Fitzgeraldia
Fitzgeraldia is een geslacht van rechtvleugeligen uit de familie veldsprinkhanen (Acrididae). De wetenschappelijke naam van dit geslacht is voor het eerst geldig gepubliceerd in 1952 door Uvarov.

## Soorten
Het geslacht Fitzgeraldia  is monotypisch en omvat slechts de volgende soort:
- Fitzgeraldia dhofarica (Uvarov, 1952)